# Thyridium sommeri
Thyridium sommeri är en skalbaggsart som beskrevs av Waterhouse 1881. Thyridium sommeri ingår i släktet Thyridium och familjen Rutelidae. Inga underarter finns listade i Catalogue of Life.